# Oblężenie Suczawy
Oblężenie Suczawy – atak i zdobycie twierdzy w Suczawie przez wojska polsko-wołosko-mołdawskie, skierowany przeciw hospodarowi mołdawskiemu Bazylemu Lupu i sprzymierzonym z nim Kozakom zaporoskim, pod wodzą Tymofieja Chmielnickiego.
W roku 1653 syn hetmana kozackiego Bohdana Chmielnickiego Tymofiej dowodził odsieczą kozacką prowadzoną do obrony hospodara mołdawskiego Bazylego Lupu, który od roku był również teściem Tymofieja. Przeciw hospodarowi trwała rewolta z udziałem wojsk Wołoszczyzny, Siedmiogrodu oraz wspierana przez posiłki z Rzeczypospolitej. Oddziały wierne Bazylemu Lupu zostały otoczone i zamknięte w twierdzy w Suczawie. Posiłki kozackie dowodzone przez Tymofieja Chmielnickiego zdołały przedrzeć się do twierdzy. Łącznie potężnej twierdzy suczawskiej zaczęło bronić 12 000 wojsk pod wodzą Chmielnickiego. Początkowo wraz z wojskami kozackimi stacjonował 2-tysięczny oddział Tatarów, lecz ci, dowiedziawszy się o nadciągających na Suczawę wojskach polskich, uciekli na Krym, pozostawiając Kozaków. Z Rzeczypospolitej wysłano korpus 4000 żołnierzy pod dowództwem pułkownika Jana Kondrackiego, by pomóc w szturmie twierdzy i rozprawić się z synem Bohdana Chmielnickiego. Polskimi pułkami jazdy dowodzili w tej wyprawie: Dymitr Jerzy Wiśniowiecki, Sebastian Machowski, Jan Kłodziński, Józef Łączyński. Polskie wojska dotarły pod zamek 25 sierpnia 1653, komendę nad oblężeniem przejął Kondracki, wsparty artylerią Henryka Denhoffa. W wyniku jednego z ostrzałów artyleryjskich, 12 września 1653 został trafiony namiot Tymofieja Chmielnickiego, któremu wybuch urwał nogę. Po wdaniu się gangreny, 15 października, syn Bohdana Chmielnickiego zmarł.
Pomimo utraty wodza i panującego głodu, Kozacy wciąż się bronili. Obrali następnie kolejnych wodzów, najpierw niejakiego Martyna, następnie Michaiło Federowicza. Wygłodzeni, wymęczeni Kozacy po kilku tygodniach wyrazili wolę negocjacji warunków kapitulacji twierdzy. Rozmowy z nimi prowadził w imieniu Rzeczypospolitej Sebastian Machowski. W wyniku negocjacji Kozacy wydali Polakom całą swoją starszyznę kozacką – 17 przedstawicieli starszyzny zostało ściętych przez Polaków. 12 października 1653 Kozacy stawili się na wałach przed twierdzą, wypowiedzieli słowa przysięgi i oficjalnie skapitulowali. Dzień później na honorowych warunkach, z rozciągniętymi chorągwiami, waląc w bębny, wraz z wozem z ciałem Tymofieja Chmielnickiego, Kozacy wyszli z twierdzy. Około 500 z nich zostało wymordowanych przez polskie wojska mszczące się za rzeź po bitwie pod Batohem, ale większość wojsk kozackich opuściła Mołdawię i wróciła na Ukrainę. Suczawa została przejęta przez Jerzego Rakoczego, pozostającego wówczas w sojuszu z Janem Kazimierzem, natomiast Bazyli Lupu został wkrótce pozbawiony tronu hospodara mołdawskiego.
Tym samym w mołdawskiej Suczawie zakończyła się próba wejścia rodu Chmielnickich w świat dyplomatycznych relacji z najważniejszymi dworami królewskimi w Europie. Bohdan Chmielnicki w wyniku tej klęski porzucił kierunek mołdawski swej polityki i rozpoczął rokowania z Rosją, wkrótce oddając się pod opiekę cara rosyjskiego w ugodzie perejasławskiej.